# Marie-Anne Adelaid Lenormand
Marie Anne Adelaide Lenormand (Alençon, França, 1772 – París, 1843) va ser una endevina professional francesa, de gran fama durant el període napoleònic. A França se la considera com la principal cartomant de tots els temps, ja que va tenir una gran influència en l'auge d'aquesta pràctica en el segle xviii.

## Carrera
Lenormand afirmava haver aconsellat, mitjançant la cartomància, a moltes persones famoses, entre les quals es trobaven els líders de la revolució francesa (Marat, Robespierre i Saint-Just), l'emperadriu Josefina i el tsar Alexandre I. Treballà activament com endevina durant més de 40 anys.
El 1814 Lenormand va començar una segona carrera literària i va publicar nombroses obres, provocant moltes controvèrsies públiques. Fou empresonada més d'una vegada per traïció arrel de certes prediccions delicades, encara que mai romangué tancada molt temps.

## Mort
Lenormand va morir a París el 25 de juny de 1843, i està enterrada a la divisió tercera del Cementeri de Père Lachaise. Va deixar enrere una fortuna de 500.000 francs i no va deixar hereus més que un nebot que, en el moment de la seva mort, estava a l'exèrcit. Catòlic devot, el seu nebot va cremar tota la parafernàlia ocultista de Lenormand, si bé es quedà amb la fortuna econòmica que li havia deixat.

## Obres
- Les souvenirs prophétiques d'une sibylle sur les causes secrétes de son arrestation - Paris (1814) (592 pàgines)
- Anniversaire de la mort de l'impératrice Josephine (1815)
- La sibylle au tombeau de Louis XVI (1816)
- Les oracles sibyllins ou la suite des souvenirs prophétiques - Paris (1817) (528 pàgines)
- La sibylle au congrès d'Aix-la-Chapelle (1819) (316 pàgines)
- Mémoires historiques et secrets de l'impératrice Joséphine, Marie-Rose Tascher-de-la-Pagerie, première épouse de Napoléon Bonaparte - Paris (1820) (556 pàgines)
- Mémoire justificatif présenté par Mlle Le Normand (1821) (20 pàgines)
- Cri de l'honneur (1821) (18 pàgines)
- Souvenirs de la Belgique - Cent jours d'infortunes où le procès mémorable (1822) (416 pàgines)
- L'ange protecteur de la France au tombeau de Louis XVIII (1824)
- L'ombre immortelle de Catherine II au tombeau d'Alexandre Ier (1826)
- L'ombre de Henri IV au palais d'Orléans (1830) (107 pàgines)
- Le petit homme rouge au château des Tuileries - París (1831) (107 pàgines)
- Manifeste des dieux sur les affaires de France (1932) (60 pàgines)
- Arrêt suprême des dieux de l'Olympe en faveur de Mme. la duchesse de Berry et de son fils (1833) (144 pàgines)

Possiblement autora de:
- Histoire de Jean VI. de Portugal, depuis sa naissance jusqu'à sa mort en 1826. - Paris : Ponthieu, 1827

## Cartes Lenormand
Després de la mort de Lenormand, el seu nom es va utilitzar en diverses baralles de cartomància, incloent-ne una de 36 cartes il·lustrades conegudes com a Petit Lenormand o, simplement, cartes Lenormand, que encara s'utilitza àmpliament en l'actualitat. El joc Lenormand de 36 cartes es basa en un joc de cartes publicat el 1799 aproximadament com a part del Das Spiel der Hoffnung (El joc de l'esperança), un joc d’atzar dissenyat per Johann Kaspar Hechtel de Nuremberg.